# Kautenbach (Mosel, Traben-Trarbach)
Der Kautenbach gehört zu den typischen Kleinflüssen, die vom Hunsrück zur Mosel fließen. Er entspringt auf ca. 400 m ü. NHN in der Gemarkung von Kleinich und mündet nach 13,2 km als rechter Nebenbach in Traben-Trarbach in die Mosel. Sein Einzugsgebiet beträgt 60,5 km².
Aus mehreren Quellbächen entwickelt sich bei dem zu Traben-Trarbach gehörenden gleichnamigen Ort Kautenbach  das Gewässer zu einem schnellfließenden Bach, er fließt durch ein enges Tal zur Mosel. Eine Straße begleitet ihn im Unterlauf.

## Flora und Fauna
Im engen Oberlauf grenzen mit Eichen und Hainbuchen bewaldete Hänge direkt an den Bach. Am Unterlauf stehen vor allem Weiden und Erlen, die heute kaum noch wirtschaftlich genutzt werden. 
Graureiher und Stockenten sind die häufigsten Wasservögel im Bachtal.